# Situations IX
 (juin 2023).
Si vous disposez d'ouvrages ou d'articles de référence ou si vous connaissez des sites web de qualité traitant du thème abordé ici, merci de compléter l'article en donnant les références utiles à sa vérifiabilité et en les liant à la section « Notes et références ».
Situations IX est un recueil de textes de Jean-Paul Sartre publié en 1972, sous-titré « Mélanges ».
Dans la nouvelle édition de 2024, organisée de manière chronologique, Situations IX est sous-titré Janvier 1970 - Juillet 1975.

## Contenu

### Édition de 1972
I. Sur moi-même
- Les écrivains en personne
- L'écrivain et sa langue
- L'anthropologie
- Sartre par Sartre, interview pour la New Left Review

II. Textes
- Palmiro Togliatti
- L'universel singulier
- Mallarmé (1842-1898)
- Sainte Georges et le dragon, réflexion esthétique
- Le socialisme qui venait du froid, préface écrite en 1969 pour Trois générations d'Antonin Liehm, consacré au printemps de Prague et sa répression.
- Je - Tu - Il
- "Coexistences"

III. Psychanalyse et polémique
- L'homme au magnétophone
- Dialogue psychanalytique
- Réponse à Sartre, par J.-B. Pontalis
- Réponse à Sartre, par Bernard Pingaud

### Édition de 2024
- Le peuple brésilien sous le feu croisé des bourgeois, texte d'une allocution dans un meeting sur le Brésil et la bourgeoisie nationaliste, Témoignage chrétien, 29 janvier 1970.
- Intervention à la conférence de presse du comité, le 27 janvier 1970, texte en soutien à des soldats incarcérés et sur l'armée, Rouge, n° 50, 2 février 1970.
- Je - Tu - Il, préface au roman de André Puig, L'Inachevé, Gallimard, 1970.
- « Le tiers-monde commence en banlieue », texte d'une intervention lors d'un débat sur les travailleurs africains en France, repris dans la revue Tricontinentalsous le titre « Les pays capitalistes et leurs colonies ».
- Toute la vérité, texte pour défendre Jean-Pierre Le Dantec et Michel Le Bris lors de leur procès en tant qu'ex-directeurs de La Cause du peuple, Le Monde, 27 mai 1970.
- L'ami du peuple, entretien sur les intellectuels, mai 68 et la politique avec Jean-Edern Hallier et Thomas Savignat, L'Idiot international, octobre 1970.
- « Coexistences », texte sur la peinture de Paul Rebeyrolle, Derrière le miroir, n° 187, octobre 1970.
- L'affaire Geismar, préface aux Minutes du procès d'Alain Geismar, Éditions Hallier, 1970.
- Premier procès populaire à Lens, texte du réquisitoire dans le procès populaire organisé par la Secours rouge à la suite de la mort de seize mineurs à Fouquières-lès-Lens, un « accident » du travail.
- Sur « L'Idiot de la famille », entretien avec Michel Contat et Michel Rybalka sur la dernière grande œuvre de Sartre consacrée à Flaubert, Le Monde, 14 mai 1971.
- Le procès de Burgos, préface au livre de Gisèle Halimi, Le Procès de Burgos, Gallimard, 1971, sur les Basques et l'ETA.
- Les Maos en France, avant-propos au livre de Michèle Manceaux, Les Maos en France, Gallimard, 1972, sur le maoïsme français et la Gauche prolétarienne.
- Justice et État, texte d'une conférence donnée à Bruxelles sur le thème indiqué par le titre et par rapport aux procès qui touchaient La Cause du peuple et les maos en France.
- Élections, pièges à cons, texte sur le rejet du système électoral et les élections législatives de mars 1973, Les Temps modernes, n° 318, janvier 1973.
- Simone de Beauvoir interroge Jean-Paul Sartre, entretien avec Simone de Beauvoir sur les femmes et le féminisme, L'Arc, n° 61, 1975.
- Autoportrait à soixante-dix ans, long entretien avec Michel Contat, Le Nouvel Observateur, 23 juin, 30 juin, 7 juillet 1975.